# Rhynchospora tracyi
Rhynchospora tracyi är en halvgräsart som beskrevs av Nathaniel Lord Britton. Rhynchospora tracyi ingår i släktet småag, och familjen halvgräs. Inga underarter finns listade i Catalogue of Life.